# 金丸站
金丸站（日语：／ Kanemaru eki */?）是位於石川縣鹿島郡中能登町金丸ヌれ49番，西日本旅客鐵道（JR西日本）的七尾線車站。

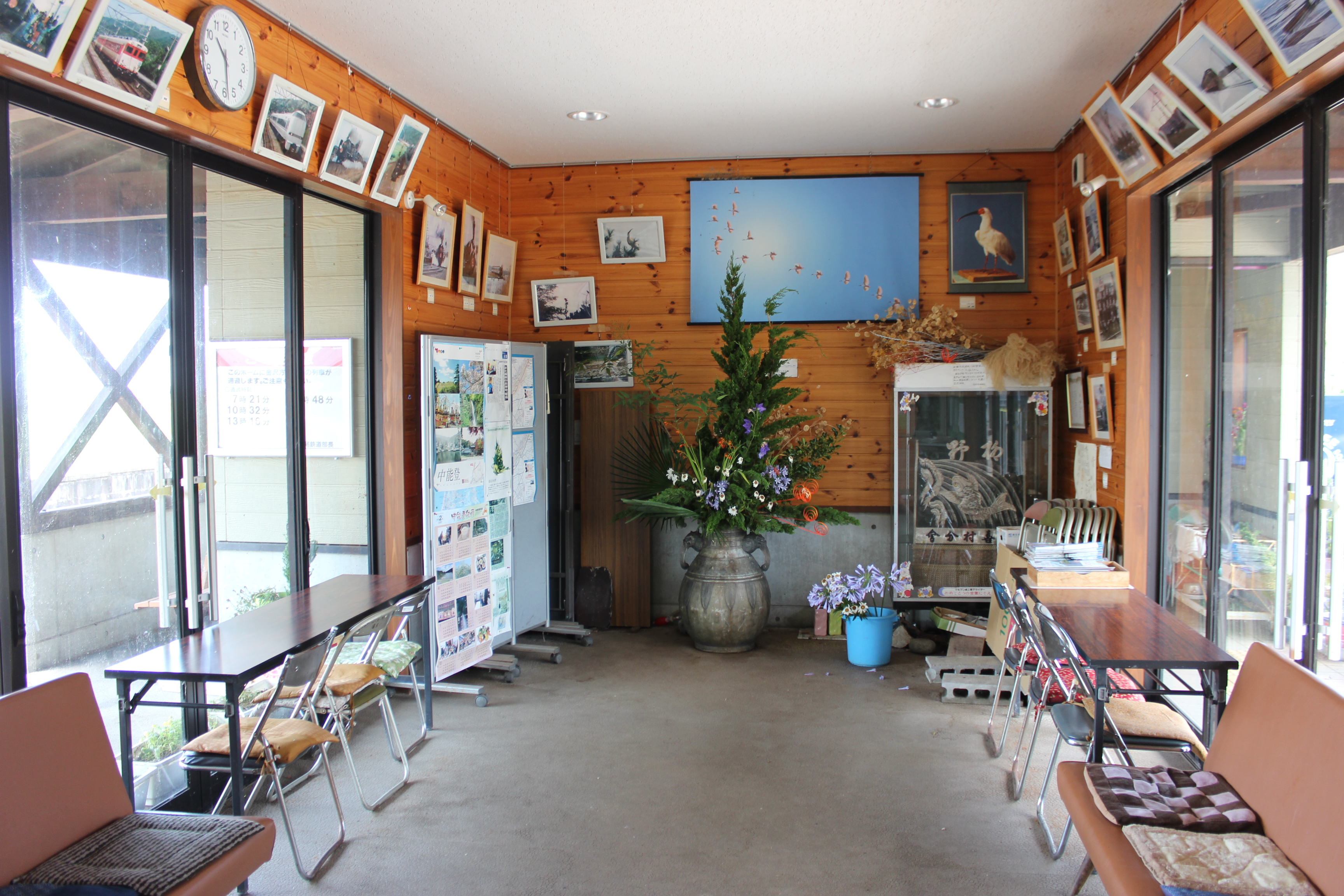
車站內的畫廊（2020年7月）

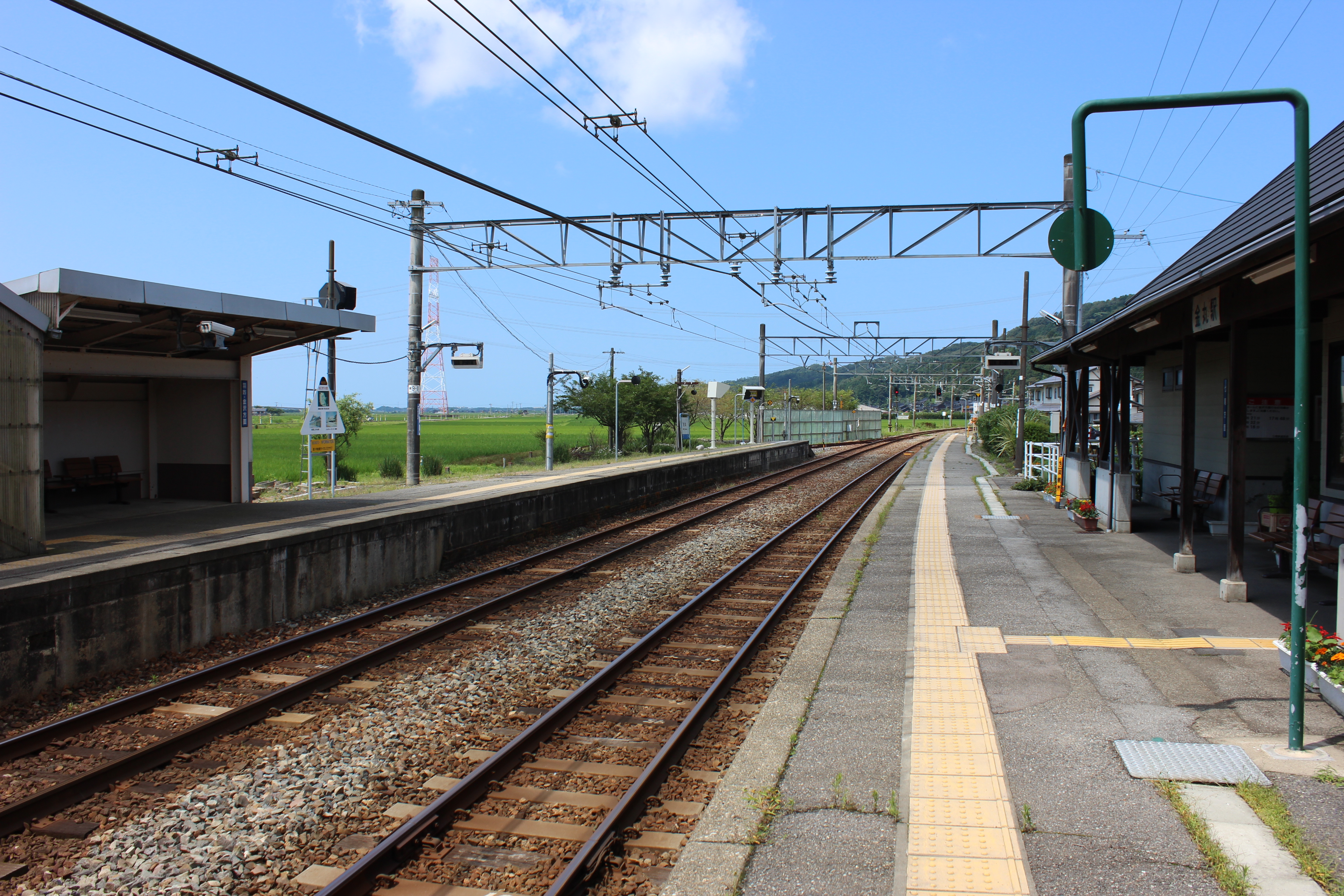
月台（2020年7月）

## 歷史
- 1898年（明治31年）4月24日 - 七尾鐵道 津幡臨時停車站（本津幡站的前身） - 七尾站 - 矢田新站（後來為七尾港站）之間開通，同時此站開業[1]。為旅客和貨物車站。
- 1907年（明治40年）7月1日 - 七尾鐵道根據鐵道國有法（日语：鉄道国有法）而國有化。成為帝國鐵道廳（國鐵）車站。
- 1909年（明治42年）10月12日 - 制定路線名稱，此站成為七尾線車站。
- 1961年（昭和36年）4月1日 - 終止貨物起卸業務。
- 1972年（昭和47年）3月15日 - 成為無人車站。
- 1987年（昭和62年）4月1日 - 伴隨國鐵分割民營化，車站由西日本旅客鐵道（JR西日本）營運。
- 2005年（平成17年）5月12日 - 現時的車站大樓竣工[1]。

## 車站構造
本站是地面車站，設有2面2線的相對式月台，可進行列車交會。此站是由七尾鐵道部管理的無人車站。舊站房的屋頂以瓦砌成，站內直接連接跨線橋。新站房內設有金丸站振興會的「朱鷺畫廊」，於2005年（平成17年）5月12日啟用，站內也設有自動售票機。站房對面的上行月台側也有車站出入口。

### 月台
| 月台         | 路線    | 上下行 | 方向           |
| ------------ | ------- | ------ | -------------- |
| 車站大樓一方 | ■七尾線 | 下行   | 七尾方面       |
| 車站大樓對面 | ■七尾線 | 上行   | 津幡、金澤方向 |

- 在資訊上，此站沒有編排月台編號，月台上沒有展示月台編號，車站時間表也沒有記載月台編號。
- 下行線的路軌為一線通過（日语：一線スルー）結構，當列車不用進行列車交會和通過此站時，上行列車會使用下行月台[1]。但是，此站與其他車站的一線通過結構有差別，直線路軌不是上下行本線，而是分成上行線和下行線。

## 車站周邊
- 國道159號（日语：国道159号）
- 石川縣道240號金丸金丸停車場線（日语：石川県道240号金丸金丸停車場線）
- 金丸郵局（日语：金丸郵便局）
- 眉丈山（日语：眉丈山）
- 杉谷龜塚古墳（日语：杉谷ガメ塚古墳）

## 巴士路線
中能登町社區巴士「織姬巴士」
- 鹿西路線（從織姬之里中能登（日语：道の駅織姫の里なかのと）出發，委托北鐵能登巴士（日语：北鉄能登バス）運行）

## 脚注
1. 1 2 3 4 5 6 7 8 9 10 11  . 週刊朝日百科. 43号 富山駅・高岡駅・和倉温泉駅ほか. 朝日新聞出版. 2013-06-16: 27 （日语）.
2. ↑  中能登町おりひめバス・デマンドタクシー時刻表PDF（日語） - 中能登町

## 相鄰車站
西日本旅客鐵道
■七尾線
千路－金丸－能登部

## 外部連結
- 金丸｜車站資訊：JR出門網 - 西日本旅客鐵道（日語）
- 金丸站 （页面存档备份，存于） - 中能登町